# Vodní hospodářství v Česku
Vodní hospodářství v Česku.

## Vodárenství

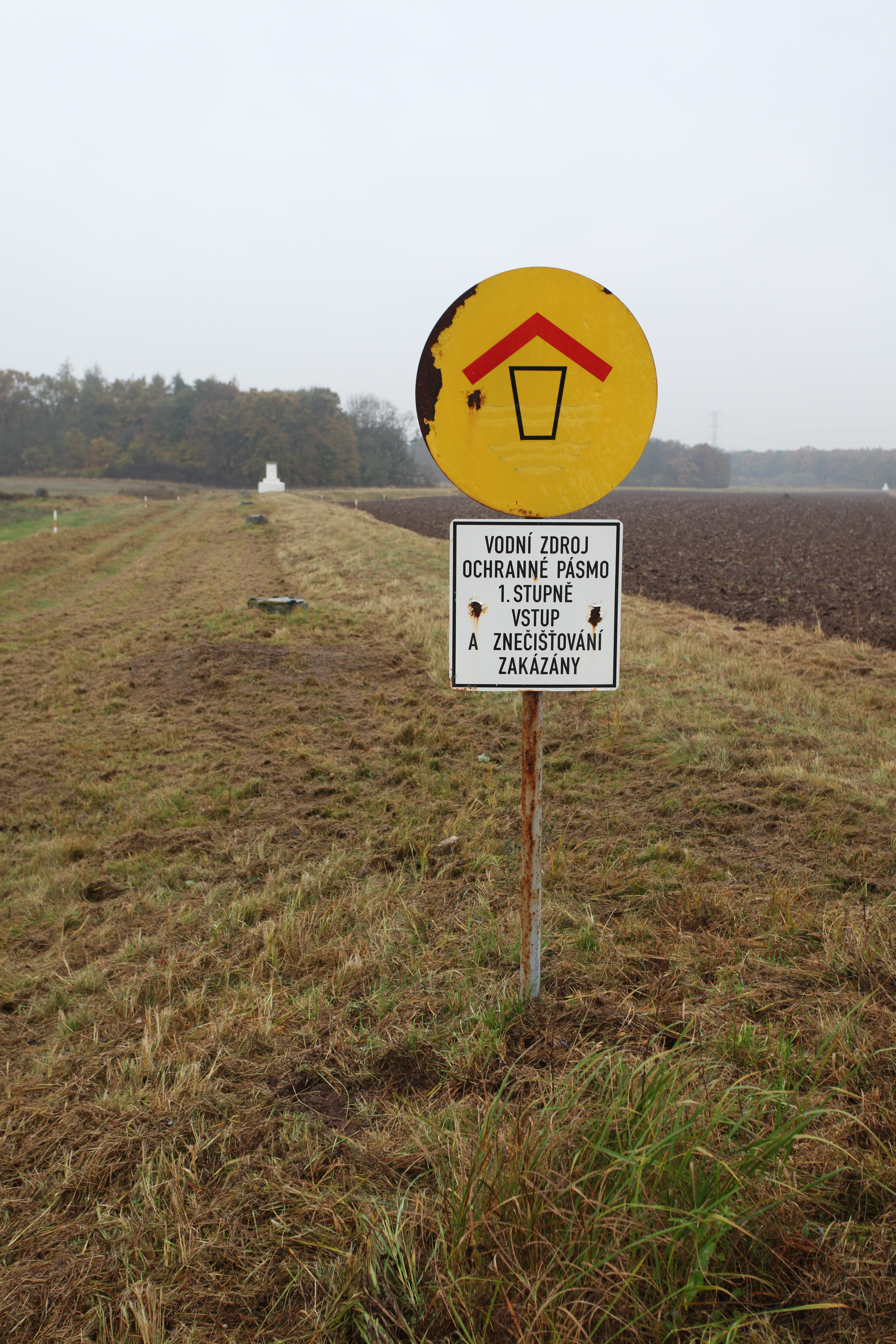
Zdroj vody břehové infiltrace řeky Jizery je součástí pásem hygienické ochrany

Pitná voda se získává úpravou surové vody v úpravně vody, která je součástí vodárny. Surová voda se získává v Česku z podzemních (asi 45–55 %) nebo vod povrchových (asi 45–55 %) zdrojů. Z některých zdrojů – zejména podpovrchových – je možné získat pitnou vodu bez úpravy. K úpravě surové vody na vodu pitnou se používají metody fyzikální (např. filtrace) i chemické. Veškeré chemikálie používané pro úpravu vody musejí splňovat přísné zákonné normy. Posledním krokem výroby pitné vody je její hygienické zabezpečení – dezinfekce, jejímž cílem je zničení případných patogenů a vytvoření dezinfekčního rezidua, které má za úkol bránit sekundárnímu nárůstu mikroorganismů ve vodovodní distribuční síti. Dezinfekce se provádí přidáním oxidačního činidla (prostředky na bázi chlóru, ozón) nebo ozářením vody UV zářením.

### Vodní zdroje, úpravy vod a vodárny
- vodní zdroj Želivka
- Vodní zdroj Káraný v obci Káraný vyrábí kvalitní pitnou vodu pro přibližně třetinu Prahy a řadu dalších obcí a měst Středočeského kraje od r. 1911 infiltrací z umělých nádrží do podzemí a z podzemí se poté čerpá, umělou filtrací a čerpáním artéské vody.
- vodní zdroj Podolí
- vodní zdroj Čerlinka u města Litovel
- vodní zdroj Litá u města České Meziříčí v oblasti přírodní rezervace Zbytka jímá kvalitní pitnou vodu pro Hradec Králové. Dochází ke střetu zájmů ochrany přírody a veřejného zájmu zásobování obyvatelstva pitnou vodou.

### Znečištění nádrží jako vodních zdrojů
V posledních letech dochází v Česku k neúměrnému přemnožení sinic – cyanobakterií, které jsou nebezpečné nejen pro vodní živočichy a rostliny, ale také pro zdraví obyvatel při rekreaci i vodárenském využití nádrží. V letech 1999 a 2000 dominovaly toxické cyanobakterie v 83 % nádrží v Česku.

### Kvalita pitné vody
Hygienické požadavky na pitnou vodu (kontroly, balená voda, chemické, fyzikální a mikrobiologické limity) stanovuje vyhláška Ministerstva zdravotnictví č. 252/2004 Sb.. Byla vydána na základě zákona č. 258/2000 Sb., o ochraně veřejného zdraví.
V Česku je kvalita pitné vody dodávaná vodárenskými společnostmi na velmi vysoké světové úrovni. Eventuální pachuť, zákal či zabarvení vody je způsobeno reakcí dopravované vody s vnitřním povrchem potrubí (které bývá někdy i přes sto let staré) a v drtivé většině případů se jedná pouze o estetickou, nikoli zdravotní závadu.

### Spotřeba pitné vody
Spotřeba vody vyfakturované domácnostem (v litrech na osobu za den):
| 1989 | 1992 | 1994 | 1996 | 1998 | 2000 | 2002 | 2004 | 2006 | 2008 | 2010 | 2012 | 2020 |
| ---- | ---- | ---- | ---- | ---- | ---- | ---- | ---- | ---- | ---- | ---- | ---- | ---- |
| 171  | 159  | 129  | 116  | 110  | 107  | 103  | 102  | 97,5 | 94,2 | 89,5 | 88,1 | 76,5 |

Přičemž dodavatelské ztráty na jednoho zásobovaného obyvatele byly v roce 1989 zhruba 90 litrů/den, roku 2006 to bylo 42 litrů/den a roku 2012 jen 33 litrů/den.
Spotřeba vody domácnostmi klesá zejména kvůli růstu cen vody a díky úspornějším spotřebičům (záchodům). Tento trend narušil rok 2007, kdy celková spotřeba vody v českých domácnostech vzrostla zhruba o 1,5 % na 342,4 milionu m³. Jedním z důvodů je skutečnost, že se na vodovod připojuje stále více lidí.
V roce 2012 bylo v České republice spotřebováno 481 000 000 m³ fakturované vody (z toho domácnostem 316 000 000 m³) a bylo za ni zaplaceno 29,7 miliardy Kč. Domácnosti spotřebovaly v průměru 87,9 litru vody na zásobovanou osobu a den. Největší spotřebu na osobu a den měli obyvatelé Prahy (až o 30 % vyšší než celorepublikový průměr). Vodovod v České republice využívalo 9,8 milionu (93,5 %) obyvatel. Délka vodovodní sítě činila 74 141 km.

## Čistírenství
Čištění vody probíhá v čistírnách odpadních vod (ČOV).

### Čistírny odpadních vod
- Čistírna odpadních vod Opava
- Čistírna odpadních vod Frýdek-Místek
- Čistírna odpadních vod Karviná
- Čistírna odpadních vod Boletice (Děčín)
- Ústřední čistírna odpadních vod Praha

## Provozovatelé vodohospodářské infrastruktury obcí
Vodohospodářská infrasktruktura (vodovody, kanalizace) převážné částí obcí v ČR je v majetku obce. Vodohospodářskou infrasktrukturu v ČR mohou provozovat pouze autorizované osoby podle zákona č. 274/2001 Sb.. Majitel a provozovatel mohou být odlišné subjekty. Aktuálně je v ČR přibližně 6500 majitelů a 2500 provozovatelů vodohospodářské infrastruktury obcí (viz Vodárenský informační portál). Někteří z provozovatelů jsou uvedeni v následujícím seznamu.

### Národní společnosti
- 1.SčV, a.s.: Příbramsko, okresy Praha-západ a Praha-východ.
- AQUA SERVIS, a.s.: Rychnov nad Kněžnou.
- Brněnské vodárny a kanalizace, a.s.: Brno, Kuřim, Modřice, Březová nad Svitavou, Lelekovice, Česká, Moravany, Nebovidy, Vranov, Měnín, Moutnice, Želešice, Štěpánov nad Svratkou, Švařec, Skorotice, Chlébské, Dolní Loučky, Doubravník, Vírský oblastní vodovod, sdružení měst, obcí a svazků obcí.
- ČEVAK, a.s.:Jižní a západní Čechy, České Budějovice, Blatná, Český Krumlov, Dačice, Jindřichův Hradec, Kaplice, Písek, Prachatice, Tábor, Třeboň
- CHEVAK Cheb,a.s.: Cheb, Mariánské Lázně, Aš.
- Chodské vodárny a kanalizace, a.s.: Domažlicko.
- Vodovody a kanalizace Havlíčkův Brod: Havlíčkův Brod
- Jesenická vodohospodářská společnost, spol. s r.o.: Jesenicko.
- Jihlavské vodovody a kanalizace a.s.: Jihlava
- Královéhradecká provozní, a.s.: Okres Hradec Králové, okrajové části okresů Rychnov nad Kněžnou, Pardubice, Náchod, Kolín, Nymburk, Jičín a Trutnov.
- Krnovské vodovody a kanalizace, s.r.o.: Krnov
- Moravská vodárenská, a.s.: Okresy Olomouc, Prostějov a Zlín
- Ostravské vodárny a kanalizace a.s.: Ostrava
- Pražské vodovody a kanalizace, a.s.: Praha
- Rakovnická vodohospodářská společnost, s. r. o.: Rakovník
- Severočeské vodovody a kanalizace, a.s.: Severní Čechy – kraj Ústecký a Liberecký
- Severomoravské vodovody a kanalizace Ostrava a.s.: Severní Morava a Slezsko, území okresů: Frýdek – Místek, Karviná, Nový Jičín, Opava
- Slovácké vodárny a kanalizace, a. s.: Okres Uherské Hradiště
- Středočeské vodárny, a.s.,: Okresy Kladno, Mělník, část Prahy východ a západ, části okresů Rakovník a Mladá Boleslav
- Šumavské vodovody a kanalizace a.s.: Klatovy, Drslavice, Kydliny, Měčín, Nedaničky, Sobětice, Štěpánovice, Tupadly, Újezdec
- Šumperská provozní vodohospodářská společnost, a.s.: Okres Šumperk
- Technické služby Strakonice, s. r. o.: Strakonicko
- VaK Bruntál, a. s.: Bruntál, Rýmařov, Břidličná, Horní Benešov
- VHOS, a. s.: Svitavy, Polička, Moravská Třebová, Jevíčko, Trnávka
- VODAK Humpolec, s.r.o.: Okres Pelhřimov a částečně Benešov
- Vodárenská akciová společnost, a.s.: Okresy Brno-venkov, Blansko, Jihlava, Třebíč, Znojmo, Žďár nad Sázavou
- Vodárenská společnost Chrudim, a.s.: Okres Chrudim
- VODÁRNA PLZEŇ a.s.: Plzeň, okresy Plzeň – sever a Plzeň – jih, např. Starý Plzenec, Břasy, Stod, Čižice, Plešnice a Štěnovice
- Vodárny a kanalizace Karlovy Vary, a.s.: Karlovarsko
- Vodohospodářská a obchodní společnost, a.s.: Jičín
- Vodohospodářská společnost Benešov, s.r.o.: Benešov u Prahy a okolí
- Vodohospodářská společnost Dobříš spol. s r.o.: Dobříš (Stará Huť), Nový Knín, Županovice, Chramiště, Chotilsko, Prostřední Lhota (Mokrsko), Voznice, Velký Chlumec(Malý Chlumec), Vestec, Županovice, Živohošť, Bojanovice (Malá Lečice), skupinový vodovod – Rosovice – Obořiště – Lhotka – Rybníky (Libice) – Svaté Pole – Višňová
- Vodohospodářská společnost Sokolov, s.r.o.: Sokolovsko, Rokycansko
- Vodohospodářská společnost Vrchlice – Maleč, a.s.: Kutná Hora
- VODOS, s.r.o.: Kolín, Kolínsko, Kostelecko
- Vodovody a kanalizace Beroun, a.s.: Beroun, Hořovice, Mníšecko, Březnice
- Vodovody a kanalizace Břeclav, a.s.: Břeclav, Hustopeče, Mikulov
- Vodovody a kanalizace Chrudim, a.s. : Okres Chrudim
- Vodovody a kanalizace Havlíčkův Brod, a.s.: Havlíčkův Brod, Chotěboř, Světlá nad Sázavou, Ledeč nad Sázavou, Přibyslav, Golčův Jeníkov
- Vodovody a kanalizace Hodonín, a.s.: Okres Hodonín a části okresů Břeclav, Vyškov a Kroměříž
- Vodovody a kanalizace Hradec Králové, a.s.: Okres Hradec Králové, okrajově okresy Rychnov nad Kněžnou, Pardubice, Náchod, Kolín, Nymburk, Jičín a Trutnov.
- Vodovody a kanalizace Jablonné nad Orlicí, a.s.: Okresy Ústí nad Orlicí a Rychnov nad Kněžnou
- Vodovody a kanalizace Kroměříž, a.s.: Kroměříž, Holešov, Bystřice pod Hostýnem, Hulín, Chropyně, Morkovice
- Vodovody a kanalizace Mladá Boleslav, a.s.: Okres Mladá Boleslav
- Vodovody a kanalizace Náchod, a.s.: Náchod, Nové Město n.M., Hronov, Velké Poříčí, Broumov, Teplice n.M., Kramolna, Studnice a Nový Hrádek a další obce v okrese Náchod
- Vodovody a kanalizace Nymburk, a.s.: Nymburk, Poděbrady, Lysá nad Labem
- Vodovody a kanalizace Pardubice, a.s.: Pardubice, Přelouč, Holice, Chvaletice, Lázně Bohdaneč, Sezemice, Dašice
- Vodovody a kanalizace Přerov, a.s.: Přerov – Švédské Šance a Čekyně, Bělotín – Hranice – Lipník, Záhoří, Potštát, Kojetín, Podhoří
- Vodovody a kanalizace Prostějov, a.s.: Prostějov
- Vodovody a kanalizace Trutnov, a. s.: Trutnov, Mladé Buky, Janské Lázně, Svoboda nad Úpou, Pec pod Sněžkou, Horní Maršov
- Vodovody a kanalizace Vsetín, a.s.: Vsetín, Valašské Meziříčí, Kelč, Rožnov pod Radhoštěm, Karolinka
- Vodovody a kanalizace Vyškov, a.s.: Vyškov a okolí, Slavkov u Brna, Bučovice

### Nadnárodní společnosti působící v Česku
- Aqualia
- Energie AG Bohemia
- Ondeo Services CZ
- Veolia Voda

## Koupání ve volné přírodě
Požadavky na jakost vody pro koupání ve volné přírodě upravuje vyhláška Ministerstva zdravotnictví č. 464/2000 Sb.